# كليمنز بيترسن
كريستوفر ماتياس كليمنز بيترسن (بالدنماركية: Christoffer Mathias Clemens Petersen)‏ (2 أكتوبر 1834 - 21 مايو 1918)، فيلسوف جمال، وناقد مسرحيّ وناقد أدبي دنماركي. ولد في أودشيريد. عمل كناقد مسرحي وناقد أدبي لمجلة فادريلاندات (بالدنماركية: Fædrelandet)‏ كان له تأثير كبير على الرأي العام، ويعود الفضل في مساعدته لقبول وشهرة مؤلفات الكاتب السويدي بيورنستيارنه بيورنسون في الدنمارك. ومن بين منشوراته النقد الدرامي (بالدنماركية: Dramaturgisk Kritik)‏ عام 1860، و العلاقة بين القديم والجديد في ظهور أوهلينشليغر  (بالدنماركية: Forholdet mellem det gamle og det ny ved Oehlenschläger's Fremtræden)‏ عام 1867.
اشتهر بيترسن بكونه إما مثلي الجنس أو مزدوج التوجه الجنسي ما سبب له عديد المشاكل، لذلك غادر الدنمارك في عام 1868 واستقر في أمريكا الشمالية. ساهم في مجلات ودوريات مختلفة، بما في ذلك «هيمديل» (بالدنماركية: Heimdal)‏ (في شيكاغو) و«نوردليست» (بالدنماركية: Nordlyset)‏ (في نيويورك). عاد إلى الدنمارك في عام 1904، وتوفي في كوبنهاغن في عام 1918.